# Делівська сільська рада
| Делівська сільська рада — колишній орган місцевого самоврядування у Тлумацькому районі Івано-Франківської області з адміністративним центром у с. Делева. 13 березня 1992 року Івано-Франківська обласна Рада народних депутатів передала село Мостище Делівської сільради у підпорядкування Будзянській сільській Раді. Водоймища на території, підпорядкованій даній раді: річка Дністер. Сільській раді були підпорядковані населені пункти: - с. Делева - с. Луг |

## Склад ради
Рада складалася з 16 депутатів та голови.

### Керівний склад ради
| ПІБ                         | Основні відомості                                                                | Дата обрання | Дата звільнення |
| --------------------------- | -------------------------------------------------------------------------------- | ------------ | --------------- |
| Яворський Павло Северинович | Сільський голова, 1968 року народження, освіта, член Української Народної Партії | 26.03.2006   | 31.10.2010      |
| Яворський Павло Северинович | Сільський голова, 1968 року народження, освіта середня спеціальна, безпартійний  | 31.10.2010   |                 |

Примітка: таблиця складена за даними джерела